# Spandauer SV
Maillots
Le Spandauer SV est un club allemand de football localisé dans le quartier de Spandau à Berlin.

## Histoire
Le club fut créé le 24 mai 1894 sous l’appellation 1. Spandauer Fußballklub Triton. Le 15 octobre 1895, fut fondé un autre cercle, le Sportclub Germania Spandau. Ces deux clubs fusionnèrent en 1920 pour former la Spandauer Sport-Vereinigung 94/95 e.V., prédécesseur du club actuel.
L’équipe nouvellement formée joua dans la Verbandsliga Berlin-Brandenburg en 1921, où elle obtint une suite de 3e et 4e places. En 1928, Spandauer SV 94/95 termina vice-champion du Hertha BSC.
En 1933, le club fut un des fondateurs de la Gauliga Berlin-Brandenbourg, une des seize ligues créées sur ordre du régime nazi qui venait d’arriver au pouvoir. Le Spandauer fut relégué en 1936. Le club y refit une brève apparition en 1939. En 1944, Spandauer SV 94/95 et le SC Minerva Berlin s’unirent dans une association sportive de guerre (en Allemand: Kriegspielgremeinschaft – KSG) et jouèrent sous le nom de KSG Minerva/SSG Berlin. Mais la compétition 1944-1945 écourtée en raison de l’évolution de la Seconde Guerre mondiale et de l’imminence de la fin du conflit.
En 1945, le club fut dissous, comme tous les clubs ou associations allemands ((voir Directive n°23)).
Après le conflit, le Spandauer SV, sous le nom de SG Spandau-Altstadt fut un des fondateurs de l’Oberliga Berlin. Le club joua 15 des 16 saisons d’existence de cette ligue (il fut relégué en 1949 mais remonta l’année suivante).
Le club s’illustra en Coupe de Berlin et, en 1956, atteignit les quarts de finale de la DFB-Pokal, où il fut éliminé (1-4) par le Bayern Munich.
Lors de la création de la Bundesliga en 1963, le Spandauer SV joua en Regionalliga Berlin.
Lorsqu’au terme de la saison 1964-1965, le Hertha BSC Berlin fut déclaré en faillite et dut quitter la Bundesliga, la DFB voulut absolument conserver une présence berlinoise dans sa plus haute division (plus pour des raisons politiques que sportives). Le Spandauer SV 1894, deuxième de la Regionalliga Berlin derrière le Tennis Borussia, se vit offrir la place vacante parmi l’élite mais il la refusa ne s’estimant ni suffisamment compétitif, ni suffisamment armé financièrement.
Le Spandauer SV 1894 fut relégué en Amateurliga en 1974. Comme la Fédération allemande créa à ce moment la 2. Bundesliga, le club joua dans une Oberliga Berlin reconstituée comme Niveau 3. Spandau fut champion de l’Oberliga Berlin en 1975 et monta au 2e niveau national. Le passage dans l’antichambre de l’élite fut aussi catastrophique que celui du Tasmania en Bundesliga. Le SSV 94 ne prit son premier point qu’à la 15e journée et n‘enregistra son premier succès qu’après 23 matches. Il conclut la saison avec 2 victoires et 4 match nuls (34 rencontres) et une différence de buts de 33/115 (-82).
Pendant les 23 saisons qui suivirent, le Spandauer SV évolua au niveau 3 de la pyramide allemande. En 1999, par suite de problèmes financiers, le club perdit sa licence et dut redescendre au niveau 5 (appelé Verbandsliga Berlin). En 2007, il remonta au niveau 4.

## Palmarès
- Champion de la Berlin Amateurliga: 1975
- Vainqueur de la Coupe de Berlin: 1954, 1955, 1956, 1974, 1977.